# Godtfred Kirk Christiansen
Godtfred Kirk Christiansen (ur. 8 lipca 1920, zm. 13 lipca 1995) – syn Ole Kirka Christiansena, założyciela przedsiębiorstwa Lego produkującego klocki. Od 1950 wiceprezes przedsiębiorstwa. Po śmierci ojca w 1958 odziedziczył przedsiębiorstwo. W 1986 roku przekazał prowadzenie fabryki synowi Kjeldowi.